# Hyacinthe de Maret
Ghislain Marie Hyacinthe de Maret (Leuven, 24 januari 1824 - Loksbergen, 12 september 1903) was een Belgische burgemeester.

## Levensloop
De Maret was kapitein bij de burgerwacht in Leuven. In 1859 kocht hij een huis in Blekkom, dat hij naar een ontwerp van architect Victor Jamaer liet ombouwen tot het zogenaamde kasteel van Blekkom.
In 1866 was hij de initiatiefnemer voor de afscheiding van de gehuchten Blekkom, Klein-Frankrijk, Reinrode, Hontsum en Loksbergen van de gemeente Halen en de vorming van een aparte gemeente Loksbergen.
Hij werd de eerste burgemeester van Loksbergen en bleef dit tot zijn dood in 1903. Tussen 1872 en 1898 was hij ook provincieraadslid.